# خانه عنکبوت (فیلم)
خانه عنکبوت فیلمی کارگردانی علیرضا داوودنژاد و نویسندگی مسعود بهنود و علیرضا داوودنژاد با بازی جمشید مشایخی، عزت‌الله انتظامی، داوود رشیدی، مسعود بهنود، محمدرضا داوودنژاد محصول سال ۱۳۶۲ است.

## خلاصه داستان
پس از انقلاب ۵۷، در بحبوحهٔ ماجرای حملهٔ نظامی طبس، چهار مرد (تقی‌نیا، کامران، ثابتیان و تیمسار)، که وابستگی‌هایی به نظام شاهنشاهی پهلوی دارند، در ویلایی گرد آمده‌اند و در انتظارند تا کودتا پیروز شود. حملهٔ نظامی طبس شکست می‌خورد و چهار مرد مستأصل از وضع خود و ترس از گرفتار شدن، دیوانه وار به جان هم می‌افتند و یکدیگر را از پا درمی‌آورند.

## جشنواره‌ها
- جشنواره فیلم فجر ـ دوره دوم، پنجم، ششم و دهم
- جشنواره بین‌المللی فیلم یونسکو پاریس
- جشنواره بین‌المللی فیلم دمشق ـ دوره چهارم
- جشنواره بین‌المللی فیلم کشورهای غیرمتعهد ـ دوره اول (هندوستان)